# Ion Monea
Ion Monea, född 30 november 1940 i Tohanu Vechi, död 1 mars 2011 i Bukarest, var en rumänsk boxare.
Monea blev olympisk silvermedaljör i lätt tungvikt i boxning vid sommarspelen 1968 i Mexico City.